# Alexander II van Epirus
Alexander II (Oudgrieks: Αλέξανδρος Β΄), was koning van Epirus van 272 tot aan zijn overlijden dat plaatsvond tussen 252 en 247 v.Chr.
Hij was de zoon van Pyrrhus van Epirus en Lanassa, dochter van de tyrannos Agathocles van Syracuse.
Hij verdreef Antigonos II Gonatas uit Macedonië. Hij verloor dat land echter weer en tevens Epirus aan diens zoon Demetrius, totdat een opstand van de Epiroten hem weer op de troon van zijn vaderlijk rijk herstelde.

## Referentie
- art. Alexander II, in F. Lübker - trad. ed. J.D. Van Hoëvell, Classisch Woordenboek van Kunsten en Wetenschappen, Rotterdam, 1857, p. 45.